# الزاوية (جازان)
قرية الزاوية هي إحدى قرى محافظة صامطة جنوب منطقة جازان الواقعة جنوب غرب السعودية.

## نبذة
تقع القرية على بعد 6 كم تقريباً للشمال الغربي من مدينة صامطة، ويحدها من الشرق قرية مختارة، وقرية البدوي من الغرب، ومن الشمال كل من قريتي جحا والشطيفية. كما تتوسط القرية محافظتي صامطة وأحد المسارحة، ويتبع القرية عدد كبير من المزارع التي تشتهر في الغالب بزراعة الذرة الرفيعة وكذلك الدخن إلى جانب عدد من الخضروات؛ حيث تقع إلى الضفة الجنوبية من وادي خلب أحد أودية تهامة[بحاجة لمصدر] بلغ عدد سكان القرية 500 نسمة حسب إحصائية سنة 1422 هـ الموافقة لسنة 2001 م، ويقدر عددهم حالياً بأكثر من 1000 نسمة تقريباً.